# Seznam španskih pevcev zabavne glasbe
Seznam španskih pevcev zabavne glasbe.

## A
- Alaska (šp.-mehiška)
- Juan Almohada
- Remedios Amaya
- Soraya Arnelas

## B
- José María Bacchelli Ortega (um.i. Bacchelli)
- David Bisbal
- Miguel Bosé
- Concha Buika
- David Bustamante

## C
- Manu Chao (José-Manuel Thomas Arthur Chao) (šp.-franc.)
- Chenoa (María Laura Corradini Falomir) (argentinsko-španska)
- Eduardo Cruz

## D
- Daniel Diges García

## E
- Ignacio Encinas

## G
- Jesús Gabaldón
- Manolo García

## H
- Nieves Hidalgo

## I
- Paco Ibáñez
- Enrique Iglesias
- Julio Iglesias
- Camarón de la Isla

## J
- Joselito

## L
- Lluís Llach
- Rosa López

## M
- Víctor Manuel
- Pepe Marchena
- Carlos Marín (1968-2021)
- Dani Martín
- Mayte Martín
- Massiel (María de los Ángeles Santamaría Espinosa)
- Melendi (Ramón Melendi Espina)
- Minerva (Minerva Pérez Garrido)
- Rosa Morena

## N
- Mónica Naranjo

## O
- Olvido Gara

## P
- La Niña de los Peines
- Lucía Pérez
- Sílvia Pérez Cruz

## R
- Raimón (Ramón del Castillo Palop)
- Ronnie Romero (čilsko-španski)
- Verónica Romero

## S
- Joana Sainz Garcia
- Jorge Salán
- Marta Sánchez
- Alejandro Sanz
- Álvaro Soler
- Pastora Soler
- Sandra Echeverria

## T
- Ana Torroja

## U
- Álex Ubago

## V
- Juan el de la Vara
- Paco Ventura